# Visitörerna 2
Visitörerna 2 (franska: Les Couloirs du temps: Les visiteurs 2) är en fransk långfilm från 1998 i regi av Jean-Marie Poiré, med Christian Clavier, Jean Reno, Muriel Robin och Marie-Anne Chazel i rollerna. Filmen är en uppföljare till Visitörerna (1993).

## Rollista
| Christian Clavier     | – Jacquouille la Fripouille                           |
| Jean Reno             | – Comte Godefroy de Montmirail, dit Godefroy le Hardi |
| Muriel Robin          | – Frénégonde                                          |
| Marie-Anne Chazel     | – Ginette                                             |
| Jean-Luc Caron        | – Ganelon                                             |
| Patrick Burgel        | – Duc Fulbert                                         |
| Eric Averlant         | – Brother Raoul                                       |
| Armelle               | – Pétronille                                          |
| Pierre Vial           | – Eusaebe                                             |
| Franck-Olivier Bonnet | – Boniface                                            |